# Bosc Comunal de Ceret
El Bosc Comunal de Ceret (en francès, oficialment, Forêt Communale de Ceret) és un bosc de domini públic del terme comunal de Ceret, a la comarca del Vallespir, de la Catalunya del Nord.
El bosc, que ocupa 5,22 km², està situat al sud-est del terme de Ceret, a tocar del terme de Morellàs i les Illes, en l'antic terme de les Illes, i del terme municipal de Maçanet de Cabrenys, de l'Alt Empordà, al nord-est del Roc de Frausa.
El bosc està sotmès a una explotació gestionada per la comuna de Ceret. Té el codi identificador de l'ONF (Office National des Forêts) F16284H.